# 半乳糖-1-磷酸
半乳糖-1-磷酸（英語：Galactose-1-phosphate）是一种半乳糖的代谢中间产物。
它由半乳糖激酶催化半乳糖生成。